# Toni Calvo
Antonio Calvo Arandes, mieux connu sous le nom de Toni Calvo, est un footballeur espagnol né le 28 mars 1987 à Barcelone (Espagne). 
Formé au FC Barcelone, ce petit gabarit (170 cm) est prêté par l'Aris FC depuis janvier 2011 au Parme FC. Le 18 juillet 2011, il rejoint le Levski Sofia, sur base d'un contrat d'un an.

## Carrière
- 2006-2007 :  FC Barcelone B
- depuis 2007 :  Aris Salonique
- depuis janvier 2011 :  Parme FC (prêt)[1]

## Palmarès
- Vainqueur du Championnat d'Europe des moins de 19 ans en 2006 avec l'Espagne

## Sélections
- 3 sélections et 0 but en équipe d'Espagne des moins de 16 ans lors de l'année 2002
- 2 sélections et 0 but en équipe d'Espagne des moins de 17 ans lors de l'année 2004
- 7 sélections et 2 buts en équipe d'Espagne des moins de 19 ans entre 2005 et 2006
- 4 sélections et 0 but en équipe d'Espagne des moins de 20 ans lors de l'année 2007